# Chamaecyparis pisifera
Chamaecyparis pisifera, el falso ciprés sawara, camecíparis Sawara, ciprés de Hondo, ciprés pisífero o ciprés de guisantes, en japonés, サワラ Sawara, es una especie de falso ciprés, dentro del  género Chamaecyparis, familia Cupressaceae. 

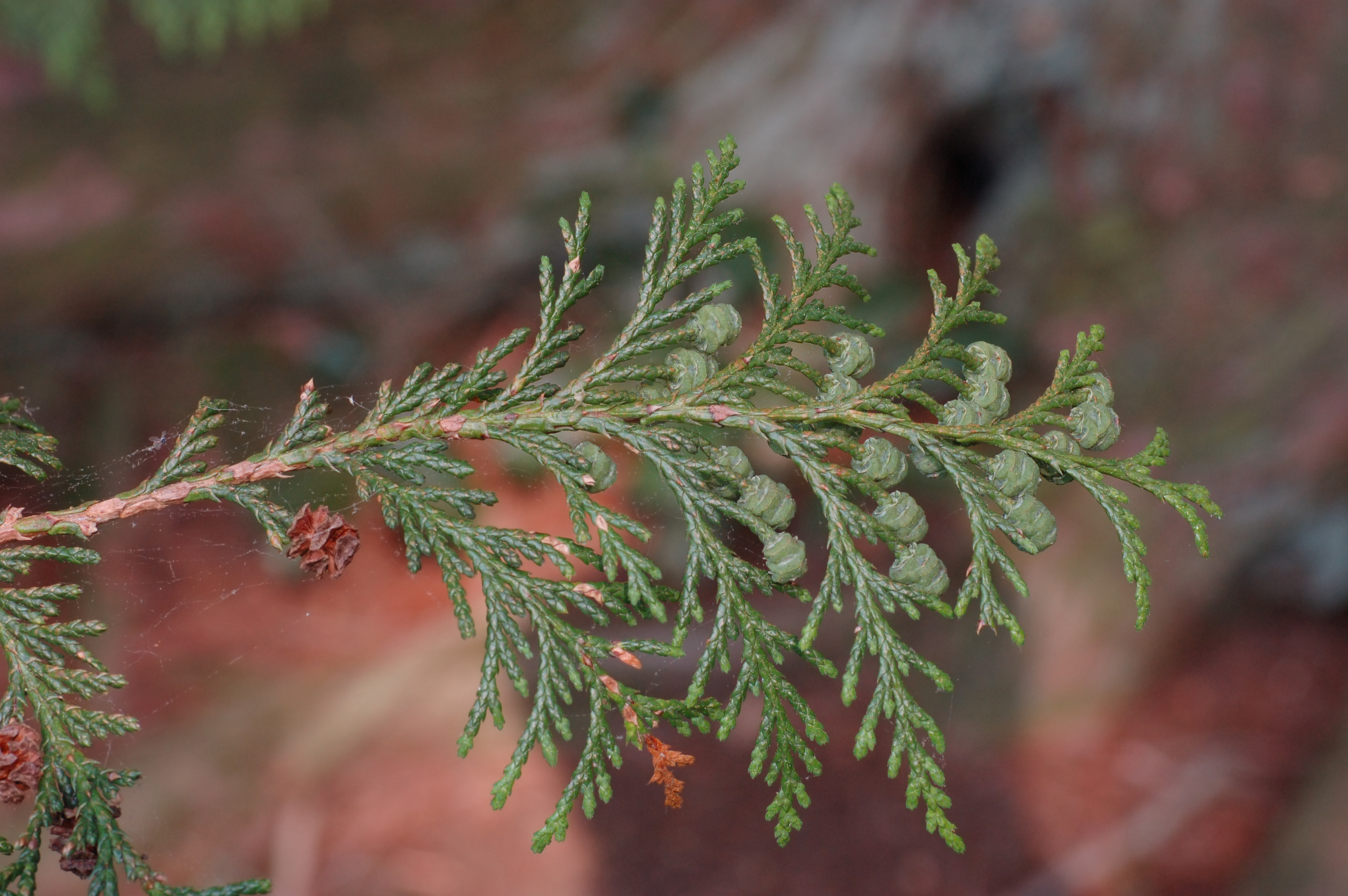
Hojas y estróbilos.

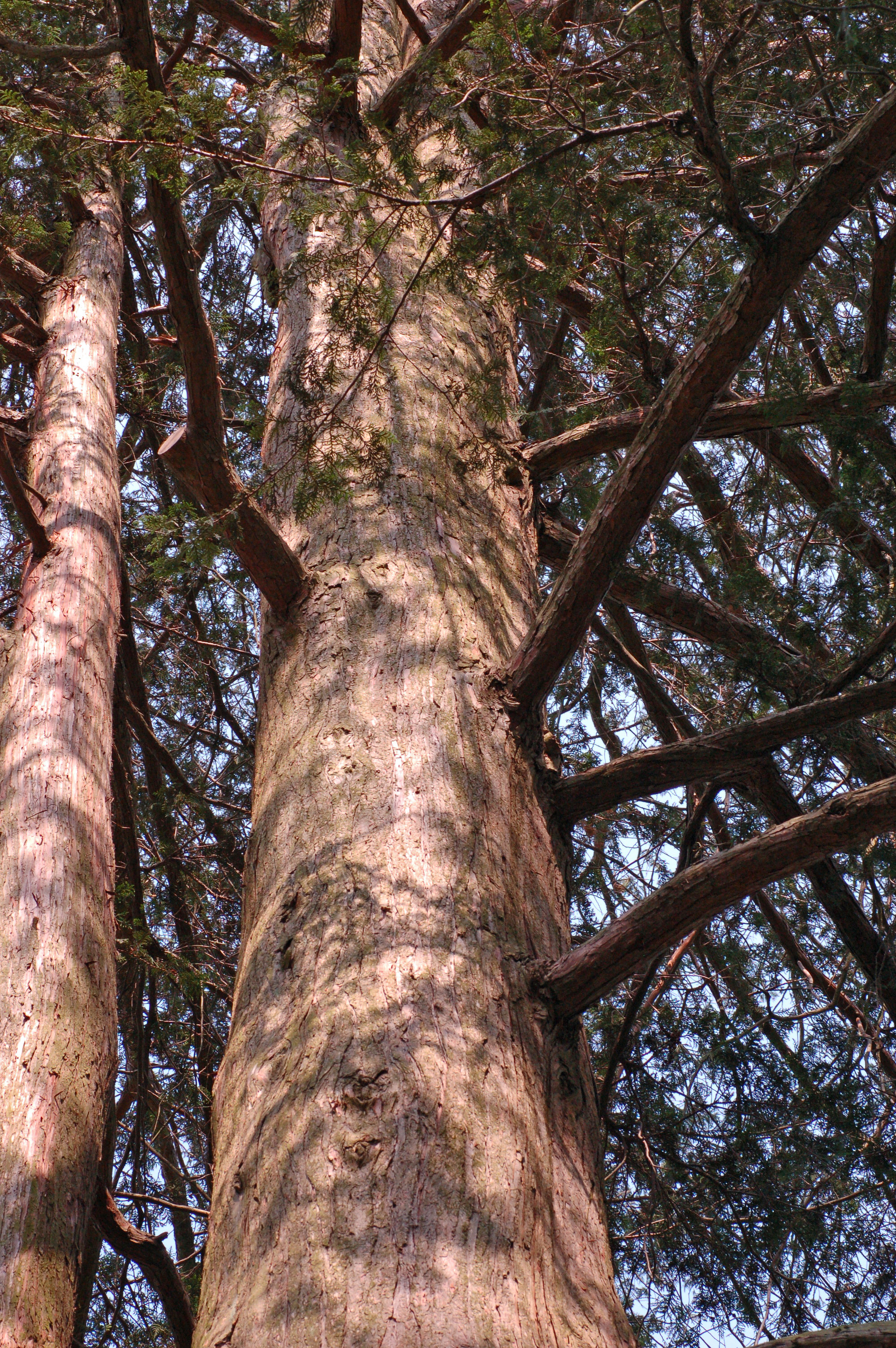
Tronco central de un árbol.

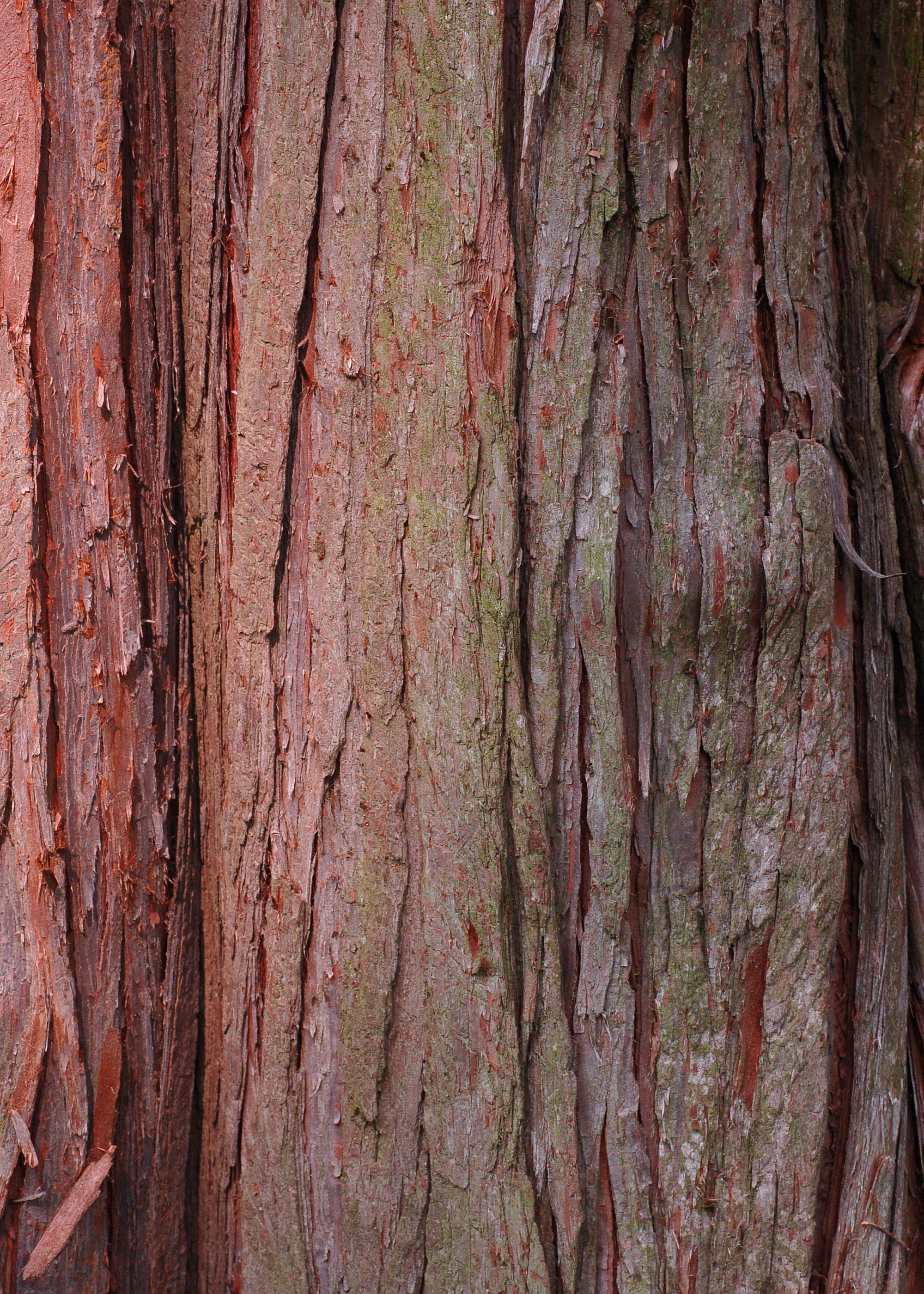
Corteza.

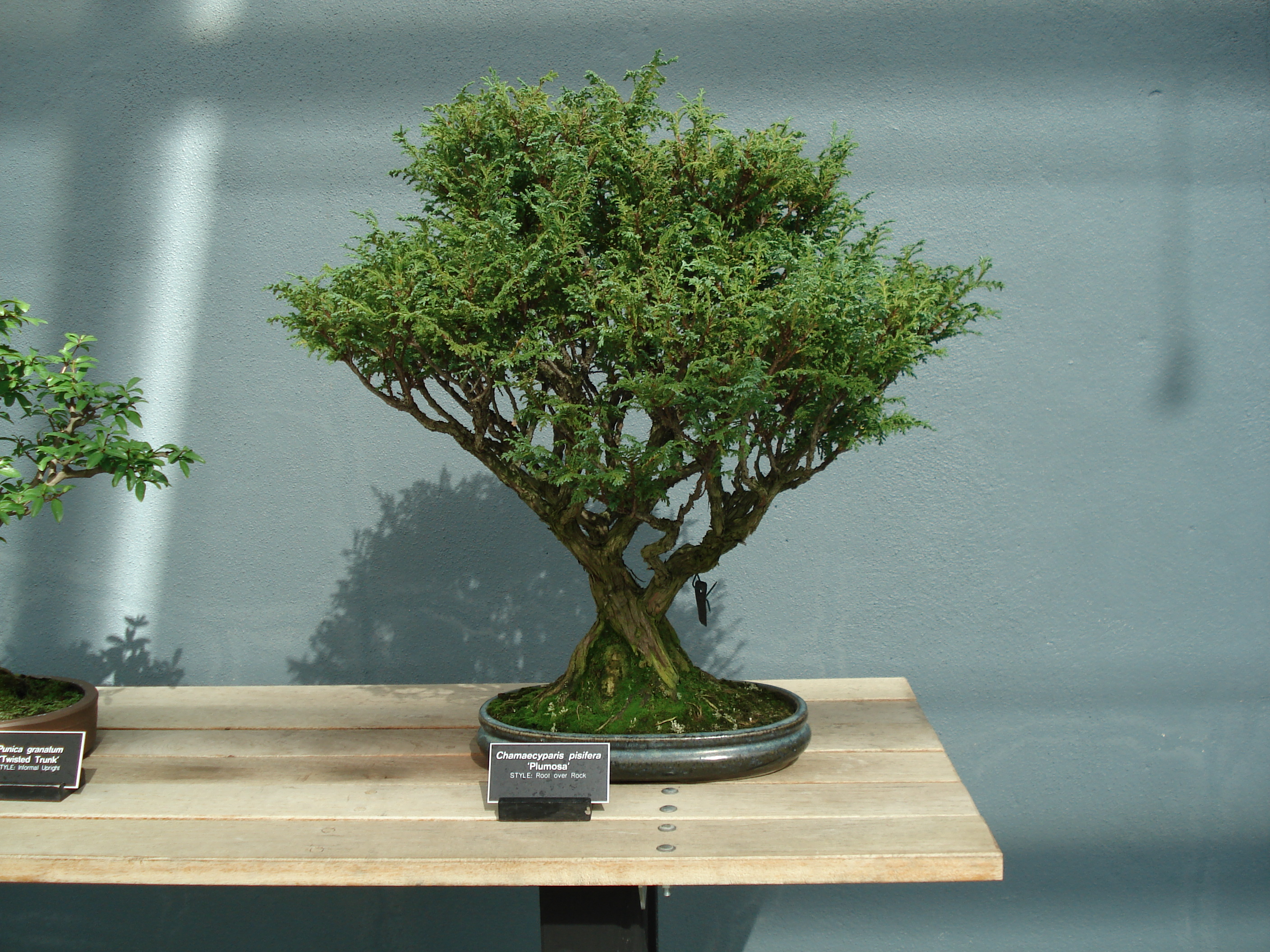
Ejemplo en forma bonsái.

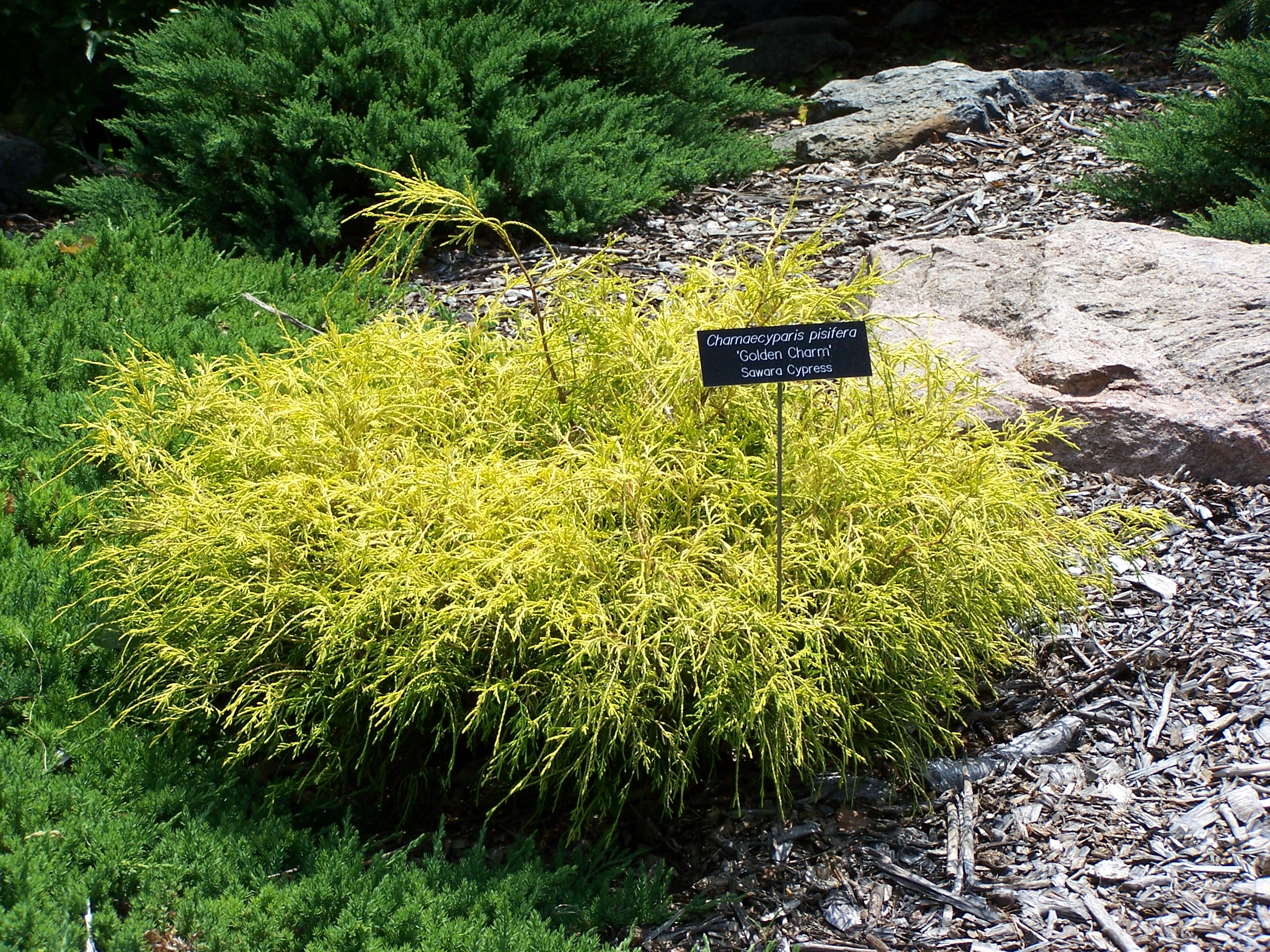
Variedad 'Golden Charm'.

## Distribución
Es nativo del centro y el sur de Japón, en las islas de Honshū y Kyūshū.

## Descripción
Es una conífera de crecimiento lento que alcanza una altura de 35–50 m con un tronco de hasta 2 m de diámetro. La corteza es pardo-rojiza, con fisuras verticales. El foliaje se dispone en racimos planos; las hojas adultas son escumiformes, de 1,5–2 mm de largo, con acumen punzante (a diferencia de las puntas romas de las hojas de la especie, emparentada con esta, llamada Chamaecyparis obtusa (Falso ciprés hinoki), verde el haz del brote y verde con manchas blancas en el envés; las hojas se sitúan opuestas a pares en los brotes. Las hojas inmaduras, tienen forma de acícula de 4–8 mm de largo, suaves y con un color azul verdoso glauco. Los estróbilos son globulares, con un diámetro de 4–8 mm, del tamaño de guisantes, de ahí viene el nombre de "ciprés de guisantes".
Un ciprés emparentado con este se encuentra en Taiwán, el Chamaecyparis formosensis (ciprés de Formosa), y difiere en que sus conos ovoides son más largos, de 6–10 mm. La especie extinta, del Eoceno, Chamaecyparis eureka, conocido por fósiles encontrados en la isla Axel Heiberg en Canadá, se dice que es muy similar a la C. pisifera.

## Usos
Se cultiva en Japón por su madera, donde se usa para construir palacios, templos, santuarios y baños, y hacer féretros, aunque se valora menos que la madera de C. obtusa. La madera tiene aroma a limón y tiene un color claro con un grano derecho y rico, y es resistente a la podredumbre.
También es un árbol ornamental popular en parques y jardines, tanto en Japón como en otros lugares con clima templado incluyendo Europa occidental y partes de Norteamérica. Un gran número de variedades han sido seleccionados para plantar en jardines, incluyendo formas enanas, con hojas amarillas o verdeazuladas, y formas que conservan las acículas de la juventud; es particularmente popular la variedad de follaje juvenil llamada 'Plumosa', 'Squarrosa' y 'Boulevard'.

## Taxonomía
Chamaecyparis pisifera fue descrita por (Siebold & Zucc.) Endl. y publicado en Synopsis Coniferarum 64. 1847.
Etimología
Chamaecyparis: nombre genérico que deriva de las palabras griegas: khamai, que significa "terreno", y kuparissos por "ciprés".
pisifera: epíteto latíno que significa "como una leguminosa".
Variedad aceptada
- Chamaecyparis obtusa var. formosana (Hayata) Hayata

Sinonimia
- Chamaecyparis filifera Veitch ex Sénécl.
- Chamaecyparis leptoclada (Endl.) Henkel & W.Hochst.
- Chamaecyparis obtusa var. plumosa Carrière
- Chamaecyparis plumosa (Carrière) Sénécl.
- Chamaecyparis squarrosa (Siebold & Zucc.) Endl.
- Cupressus leptoclada (Endl.) Lavallée
- Cupressus obtusa var. plumosa-argentea Lavallée
- Cupressus obtusa var. plumosa-aurea Lavallée
- Cupressus pisifera (Siebold & Zucc.) F.Muell.
- Cupressus squarrosa (Siebold & Zucc.) Ravenscr.
- Cupressus squarrosa Lawson ex Gordon
- Retinispora aurea (Gordon) de Vos
- Retinispora filifera (Veitch ex Sénécl.) Fowler
- Retinispora leptoclada (Endl.) Zucc. ex Gordon
- Retinispora pisifera Siebold & Zucc.
- Retinispora plumosa (Carrière) Gordon
- Retinispora plumosa var. aurea R.Sm.
- Retinispora squarrosa Siebold & Zucc.
- Retinispora stricta Gordon
- Thuja pisifera (Siebold & Zucc.) Mast.[9]